# Кашежев, Талиб Псабидович
Ка́шежев Тали́б Псаби́дович (кабард.-черк. Къэшэж Псэбыдэ и къуэ Талиб; 1866—1931) — советский общественный и политический деятель, просветитель и фольклорист.

## Биография
Родился в 1866 году в селе Кармово Пятигорского округа Терской области, в купеческой семье. В посемейном списке селения Кармова за 1886 год значатся: «Кашежев Псабида Губжокович — 49 лет, сыновья: Талиб — 15 лет, Шахим — 12 лет, Шахмырза — 7 лет, Магомет — 1 год». Однако, документальных сведений очень мало. Известно лишь то, что отец просветителя занимался торговлей и, видимо, не без успеха. По данным 1886 года, у Псабиды Губжоковича имелось торговое свидетельство 4-го класса.
Первоначальное образование получил в сельском медресе. В 1883 году поступил в Пятигорскую гимназию, которую окончил в 1888 году. После чего, при содействии Льва Лопатинского, являвшегося инспектором Пятигорской гимназии, Талиб сдал вступительные экзамены в юридический факультет императорского Санкт-Петербургского университета. После возвращения из Санкт-Петербурга в родное село и безрезультатной попытки заняться педагогической деятельностью, он устроился переводчиком при начальнике I-го участка Нальчикского округа.
В 1905 году за активное участие в стихийном митинге в Нальчике и распространения среди крестьян листовок с революционным содержанием, он был осуждён и на некоторое время сослан в Дагестан.
После возвращения в Кабарду, устроился учителем в Докшукинской школе, а в 1910 году в своём родном селе Кармово открыл свою школу.
В 1912 году Талиб знакомится с С. М. Кировым, и содействует ему в революционной пропаганде среди крестьян Северного Кавказа.
В 1913 году был одним из организаторов и активных участников Зольского восстания крестьян против коннозаводчиков, захвативших нагорные пастбища.
После Октябрьской революции, Талиб принимал участие в организации советской власти в Кабарде. И являлся делегатом съездов народов Терека (в том числе и того, которым руководил С. М. Киров), в которых Кажешев избирался в президиум съезда, а также членом судебно-правовой секции.
По окончании Гражданской войны, был в рядах активистов народного просвещения. Продолжая преподавать в родном селе, он участвует в создании пунктов ликбеза, разработке нового алфавита на основе латыни (взамен использовавшегося алфавита на основе арабского письма) и составлении новых учебников родного языка.
В марте 1931 года умер от сердечного приступа в Пятигорске. Похоронен в родном селе.

## Творческая деятельность
Ещё обучаясь в Пятигорской гимназии, его инспектором Львом Лопатинским, который в этот момент занимался издательством «Сборника материалов для описания местностей и племён Кавказа», Кашежев был увлечён сбором и исследованием кабардинского фольклора.
Позже, одновременно с Паго Тамбиевым занимался сбором и публикацией устного народного творчества кабардинцев. Однако, в отличие от Паго Тамбиева, писавшего свои труды на родном языке через арабское письмо, Кашежев свои труды сразу писал и публиковал на русском языке.
К концу XIX века Кашежевым было опубликовано: 4 исторических («Андемиркан», «Кабард Тамбиев», «Крымцы в Кабарде», «Братья Ешаноковы») и 3 топонимических предания («Эльбрус», «Машуко», «Шатхурей»), а также три сказания из нартского эпоса («Сосруко», "Эпизод из сказания «Сосруко», «Бештау») и одна историко-героическая песня («Песня о двух братьях Ешаноковых»).
Кроме того, Кашежевым были опубликованы некоторые сказки из устного народного творчества кабардинцев — «Сказка о Хагоре», «Чья заслуга больше?», «Один догадливее другого», «Кто глупее?», «Злая жена и чудовище», «Каждый молодец на свой образец», «Ханская дочь и охотник», «Наскочила коса на камень», «Один вор искуснее другого», «Мал мала меньше», «Кто больше?»
В его записях, наряду с историческими событиями запечатлены и реалии народного быта. Так, в «Сказании о братьях Ешаноковых» содержатся данные о прошлом адыгского судопроизводства, обычае гостеприимства, побратимства, представление о «рыцарской чести» и т. д.
Кажешев занимался также изучением обычаев и обрядов адыгов, и в частности кабардинцев. В журнале «Этнографическое обозрение» им были опубликованы статьи — «Свадебные обряды кабардинцев», «Ханцегуаше» и «Общественное моление об урожае у кабардинцев». В них освещаются малоисследованные прежними просветителями стороны общественного быта народа, приводятся ценные, ранее не зафиксированные этнографические факты и фольклорные тексты.

## Память
Именем деятеля названы улицы в родном селении Каменномостское и в городе Нальчик.